# Kazanów (Powiat Zwoleński)
Kazanów ist eine polnische Stadt sowie Sitz der gleichnamigen Stadt-Land-Gemeinde im Powiat Zwoleński der Woiwodschaft Masowien. Zum 1. Januar 2025 erhielt Kazanów seine zum 13. Januar 1870 entzogenen Stadtrechte wieder.

## Gemeinde
Zur Stadt-Land-Gemeinde Kazanów gehören folgende 24 Ortschaften mit einem Schulzenamt:
Borów
Dębniak
Dębnica
Kazanów
Kopiec
Kowalków
Kowalków-Kolonia
Kroczów Mniejszy
Kroczów Większy
Miechów
Miechów-Kolonia
Niedarczów Dolny
Niedarczów Dolny-Kolonia
Niedarczów Górny
Niedarczów Górny-Kolonia
Ostrownica
Ostrownica-Kolonia
Ostrówka
Osuchów
Ranachów
Ruda
Wólka Gonciarska
Zakrzówek-Kolonia
Zakrzówek-Wieś
Weitere Orte der Gemeinde sind Biedów, Budy, Gajówka Dobiec, Ignaców, Kępa, Leśniczówka Ruda, Łęg, Poduchowne, Rochalina, Stara Ostrownica und Władysławów.